# Варду (раб)
Варду или вардум (транслит. — акк. (w)ardu, сопр. сост. arad, мн. ч. ardâni — раб; (w)ardatu — рабыня) — в Вавилонском царстве так называли рабов, людей, являвшихся объектами купли-продажи. Причиной такого положения было как рождение невольником, так и долговое рабство из-за неуплаты долгов или пленение в ходе войны. Следует отметить, что закон, по крайней мере теоретически, в некоторых случаях защищал невольников и признавал за ними определенные права (например, вступление в брак со свободными людьми, возможность освобождения из рабства). 
Рабами были по рождению, в случае, если родитель ребенка был невольником, или становились таковыми в течение жизни в силу различных причин (в варду превращались военнопленные или несостоятельные должники). Клеймо на теле или на голове человека выдавало принадлежность к рабскому сословию. Вавилонские рабы могли принадлежать не только отдельным гражданам, но также государству или храмам. Варду противопоставлялись свободные люди (граждане), так называемые авилум.